# Xi d'Aquari
Xi d'Aquari (ξ Aquarii) és una estrella de la constel·lació d'Aquari. És coneguda també amb el nom tradicional de Bunda. Pertany a la classe espectral A7V i és de la magnitud aparent +4,68. Està aproximadament a 179 anys llum de la Terra. És una binària espectroscòpica que completa una òrbita cada 8016 dies.